# NK Omladinac '68 Mionica
NK Omladinac '68 je bosanskohercegovački nogometni klub iz Mionice kod Gradačca.

## Povijest
Klub je osnovan 1968. godine. Za vrijeme rata u BiH klub je bio neaktivan u ligaškim natjecanjima. Najveći im je uspjeh igranje u Prvoj ligi FBiH iz koje su nakon dvadeset ligaških kola u sezoni 2011./12 istupili zbog loše financijske situacije. U Prvoj ligi igrali su od sezone 2008./09.
Trenutačno se natječu u Drugoj ligi FBiH – Sjever.

## Nastupi u Kupu BiH
2010./11.
- šesnaestina finala: FK BSK Banja Luka (II) – NK Omladinac Mionica 0:2
- osmina finala: NK Omladinac Mionica – NK Široki Brijeg (I) 2:0, 0:4